# نادي أتلتيكو أصيلة
أتلتيكو أصيلة  Atletico Juvenil Arcila     هو نادٍ رياضي مغربي من مدينة أصيلة. تم إنشاؤه من طرف بعض المعمرين الإسبان المقيمين في المدينة التي كان يسميها الإسبان Arcila .

خارطة تمثل منطقة نفوذ إسبانيا شمال المغرب إبان عهد الاستعمار.
علم إقليم المغرب الإسباني إبان عهد الاستعمار.